# Sarkofag

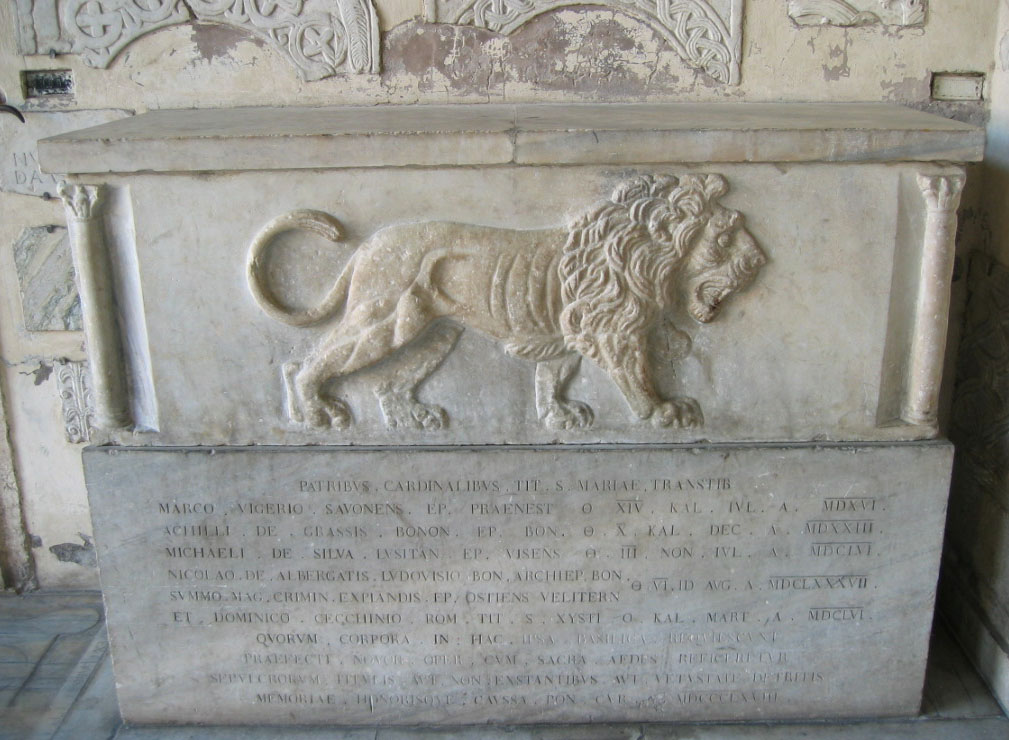
Sarkofag från 200-talet e.Kr.
Portiken, Santa Maria in Trastevere, Rom.
(Inskriptionen är av betydligt senare datum.)

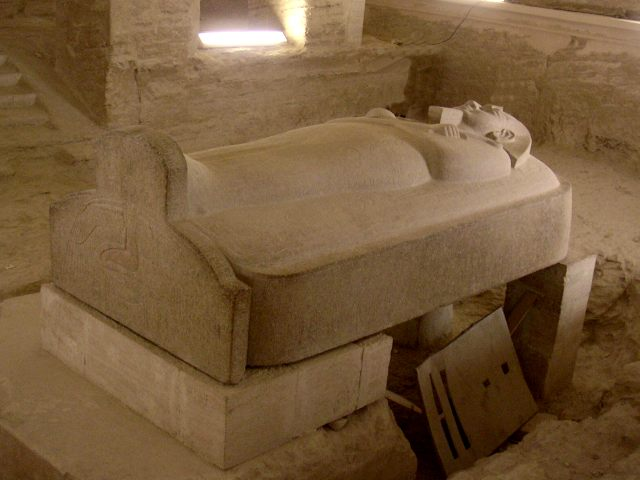
Farao Merneptahs sarkofag.

Sarkofag (av grekiska sarkophagos, köttätande, av sarkophagos lithos, köttätande sten, ytterst av σάρξ sarx, kött och φαγεῖν phagein, äta), är en kista av sten eller terrakotta. Termen härstammar från ett gammalt grekiskt ord för en typ av kalksten som antogs ha egenskapen att kunna förinta köttet på en död kropp. Sarkofagerna hackades ur sten, vanligtvis av granit. Den innersta kistan var av guld och den göts.
I det gamla Egypten begravdes de döda faraonerna i sarkofager i gravkamrar. Dessa sarkofager tillverkades ofta i granit eller porfyr med hjälp av matematisk beräkning och teknik. Sarkofagerna var anpassade exakt efter faraons bredd och längd. Det finns dock ett känt undantag, och det är farao Tutankhamons sarkofag, vars lock var knäckt och inte passade exakt.

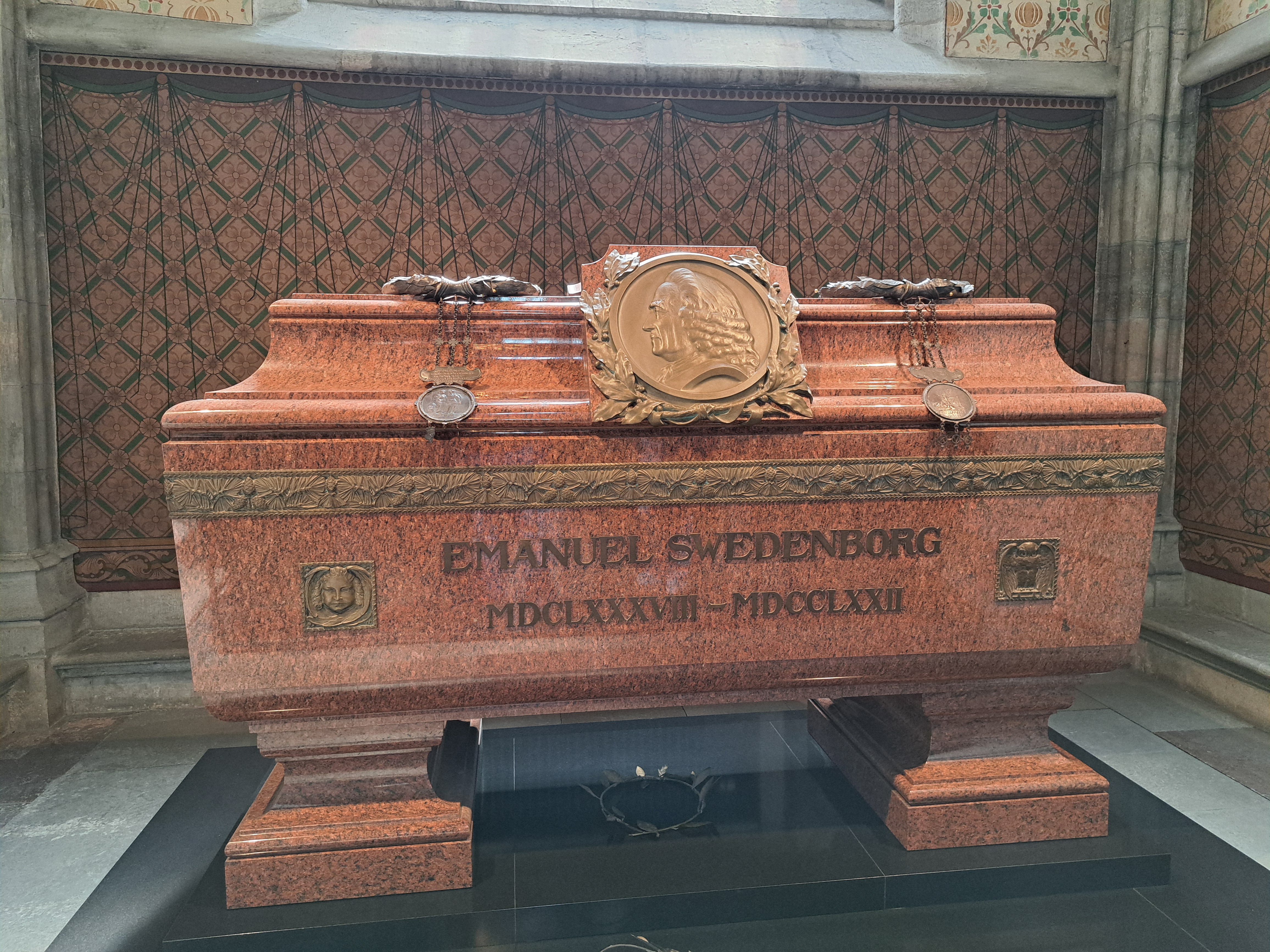
Sarkofagen för vetenskapsmannen, filosofen och religösa mystikern Emanuel Swedenborg.